# ФК «Крылья Советов» Куйбышев в сезоне 1985
Сезон 1985 — 42-й сезон «Крыльев Советов», в том числе 12-й сезон во втором по значимости дивизионе СССР. По итогам чемпионата команда заняла 20-е место.

## Чемпионат СССР (первая лига)

### Чемпионат СССР по футболу 1985 (первая лига, группа «Восток»)

#### Турнирная таблица
| Место | Команда                     | И  | В | Н | П  | Мячи  | О  |
| ----- | --------------------------- | -- | - | - | -- | ----- | -- |
| 7     | «Пахтакор» (Ташкент)        | 20 | 6 | 8 | 6  | 24-23 | 20 |
| 8     | «Кузбасс» (Кемерово)        | 20 | 8 | 3 | 9  | 27-24 | 19 |
| 9     | «Крылья Советов» (Куйбышев) | 20 | 5 | 9 | 6  | 16-19 | 19 |
| 10    | «Звезда» (Джизак)           | 20 | 3 | 6 | 11 | 20-38 | 12 |
| 11    | «Искра» (Смоленск)          | 20 | 1 | 5 | 14 | 7-28  | 7  |

#### Результаты матчей
| 06 апреля 1985 1 тур | «Пахтакор» (Ташкент) | 1:0 | «Крылья Советов» (Куйбышев) |  |

| 09 апреля 1985 2 тур | «Звезда» (Джизак) | 1:2 | «Крылья Советов» (Куйбышев) |  |

| 19 апреля 1985 4 тур | «Памир» (Душанбе) | 1:0 | «Крылья Советов» (Куйбышев) |  |

| 26 апреля 1985 5 тур | «Крылья Советов» (Куйбышев) | 1:0 | «Локомотив» (Москва) |  |

| 29 апреля 1985 6 тур | «Крылья Советов» (Куйбышев) | 0:0 | «Шинник» (Ярославль) |  |

| 06 мая 1985 7 тур | СКА (Хабаровск) | 3:1 | «Крылья Советов» (Куйбышев) |  |

| 09 мая 1985 8 тур | «Кузбасс» (Кемерово) | 0:1 | «Крылья Советов» (Куйбышев) |  |

| 13 мая 1985 9 тур | «Крылья Советов» (Куйбышев) | 0:0 | «Ротор» (Волгоград) |  |

| 17 мая 1985 10 тур | «Крылья Советов» (Куйбышев) | 1:0 | «Искра» (Смоленск) |  |

| 20 мая 1985 11 тур | «Крылья Советов» (Куйбышев) | 2:2 | ЦСКА (Москва) |  |

| 27 мая 1985 12 тур | «Искра» (Смоленск) | 1:1 | «Крылья Советов» (Куйбышев) |  |

| 30 мая 1985 13 тур | ЦСКА (Москва) | 2:1 | «Крылья Советов» (Куйбышев) |  |

| 03 июня 1985 14 тур | «Ротор» (Волгоград) | 2:2 | «Крылья Советов» (Куйбышев) |  |

| 07 июня 1985 15 тур | «Крылья Советов» (Куйбышев) | 0:0 | СКА (Хабаровск) |  |

| 10 июня 1985 16 тур | «Крылья Советов» (Куйбышев) | 0:2 | «Кузбасс» (Кемерово) |  |

| 17 июня 1985 17 тур | «Локомотив» (Москва) | 2:1 | «Крылья Советов» (Куйбышев) |  |

| 20 июня 1985 18 тур | «Шинник» (Ярославль) | 0:0 | «Крылья Советов» (Куйбышев) |  |

| 01 июля 1985 20 тур | «Крылья Советов» (Куйбышев) | 2:1 | «Памир» (Душанбе) |  |

| 09 июля 1985 21 тур | «Крылья Советов» (Куйбышев) | 0:0 | «Пахтакор» (Ташкент) |  |

| 12 июля 1985 22 тур | «Крылья Советов» (Куйбышев) | 1:1 | «Звезда» (Джизак) |  |

### Финальный этап (за 13 — 22 места)

#### Турнирная таблица
| Место | Команда                     | И  | В  | Н  | П  | Мячи  | О  |
| ----- | --------------------------- | -- | -- | -- | -- | ----- | -- |
| 18    | «Кубань» (Краснодар)        | 38 | 13 | 8  | 17 | 51-50 | 34 |
| 19    | «Нистру» (Кишинёв)          | 38 | 12 | 8  | 18 | 38-54 | 32 |
| 20    | «Крылья Советов» (Куйбышев) | 38 | 10 | 13 | 15 | 36-42 | 32 |
| 21    | «Искра» (Смоленск)          | 38 | 8  | 8  | 22 | 27-48 | 24 |
| 22    | «Звезда» (Джизак)           | 38 | 7  | 8  | 23 | 37-78 | 22 |

#### Результаты матчей
| 29 июля 1985 1 тур | «Металлург» (Запорожье) | 2:1 | «Крылья Советов» (Куйбышев) |  |

| 01 августа 1985 2 тур | «Нистру» (Кишинёв) | 1:1 | «Крылья Советов» (Куйбышев) |  |

| 06 августа 1985 3 тур | «Крылья Советов» (Куйбышев) | 1:3 | «Кузбасс» (Кемерово) |  |

| 11 августа 1985 4 тур | «Крылья Советов» (Куйбышев) | 1:2 | «Искра» (Смоленск) |  |

| 19 августа 1985 5 тур | «Звезда» (Джизак) | 1:0 | «Крылья Советов» (Куйбышев) |  |

| 22 августа 1985 6 тур | «Пахтакор» (Ташкент) | 0:0 | «Крылья Советов» (Куйбышев) |  |

| 01 сентября 1985 8 тур | «Кубань» (Краснодар) | 1:1 | «Крылья Советов» (Куйбышев) |  |

| 06 сентября 1985 9 тур | «Крылья Советов» (Куйбышев) | 0:2 | «Гурия» (Ланчхути) |  |

| 10 сентября 1985 10 тур | «Крылья Советов» (Куйбышев) | 2:1 | «Спартак» (Орджоникидзе) |  |

| 17 сентября 1985 11 тур | «Кузбасс» (Кемерово) | 2:0 | «Крылья Советов» (Куйбышев) |  |

| 20 сентября 1985 12 тур | «Искра» (Смоленск) | 2:1 | «Крылья Советов» (Куйбышев) |  |

| 27 сентября 1985 13 тур | «Крылья Советов» (Куйбышев) | 5:0 | «Звезда» (Джизак) |  |

| 30 сентября 1985 14 тур | «Крылья Советов» (Куйбышев) | 1:3 | «Пахтакор» (Ташкент) |  |

| 06 октября 1985 15 тур | «Крылья Советов» (Куйбышев) | 1:1 | «Кубань» (Краснодар) |  |

| 15 октября 1985 17 тур | «Гурия» (Ланчхути) | 0:1 | «Крылья Советов» (Куйбышев) |  |

| 18 октября 1985 18 тур | «Спартак» (Орджоникидзе) | 2:1 | «Крылья Советов» (Куйбышев) |  |

| 24 октября 1985 19 тур | «Крылья Советов» (Куйбышев) | 1:0 | «Металлург» (Запорожье) |  |

| 27 октября 1985 20 тур | «Крылья Советов» (Куйбышев) | 2:0 | «Нистру» (Кишинёв) |  |

### Переходный турнир за участие в первой лиге (Группа 2)

#### Турнирная таблица
| Место | Команда                     | И | В | Н | П | Мячи | О |
| ----- | --------------------------- | - | - | - | - | ---- | - |
| 1     | «Атлантас» (Клайпеда)       | 6 | 4 | 1 | 1 | 9-6  | 9 |
| 2     | «Звезда» (Пермь)            | 6 | 3 | 1 | 2 | 8-5  | 7 |
| 3     | «Мерцхали» (Махарадзе)      | 6 | 2 | 2 | 2 | 7-9  | 6 |
| 4     | «Крылья Советов» (Куйбышев) | 6 | 0 | 2 | 4 | 4-8  | 2 |

#### Результаты матчей
| 02 ноября 1985 | «Атлантас» (Клайпеда) | 2:1 | «Крылья Советов» (Куйбышев) |  |

| 5 ноября 1985 | «Крылья Советов» (Куйбышев) | 1:1 | «Звезда» (Пермь) |  |

| 8 ноября 1985 | «Мерцхали» (Махарадзе) | 2:2 | «Крылья Советов» (Куйбышев) |  |

| 11 ноября 1985 | «Звезда» (Пермь) | 1:0 | «Крылья Советов» (Куйбышев) |  |

| 14 ноября 1985 | «Крылья Советов» (Куйбышев) | 0:1 | «Мерцхали» (Махарадзе) |  |

| 17 ноября 1985 | «Крылья Советов» (Куйбышев) | 0:1 | «Атлантас» (Клайпеда) |  |